# اللغة البراهوية
اللغة البراهوية (/brəˈhuːi/ brə-HOO-ee؛ البراهوية: براہوئی؛ تُرومن أيضًا Brahvi أو Brohi) هي لغة درافيدية يتحدث بها شعب البراهوي والبلوشي، في المقام الأول في المناطق الوسطى (براهويستان) من إقليم بلوشستان الباكستاني؛ مع مجتمعات أصغر من المتحدثين منتشرة في أجزاء من بلوشستان الإيرانية وأفغانستان وتركمانستان (حول ميرف). كما تتحدث بها المجتمعات البراهوية المغتربة في العراق وقطر والإمارات العربية المتحدة. وهي معزولة عن أقرب سكان الناطقين باللغة الدرافيدية في جنوب الهند بمسافة تزيد عن 1500 كيلومتر (930 ميل). مناطق كلات وخوزدار وماستونج وكويتا وبولان ونصير آباد ونوشكي وخران في إقليم بلوشستان يتحدث أغلب أهلها باللغة البراهوية.
اللغة البراهوية هي اللغة الدرافيدية الوحيدة التي تُكتب بالخط الفارسي العربي وهو الخط الأساسي لها، كما تكتب أيضًا بالخط اللاتيني.

## أصول اشتقاق معجم البراهوية
مصدر: 

## وصلات خارجية
- ترجمة القرآن بالبراهوئية